# Matthias Koeberlin
Matthias Koeberlin, né le 28 mars 1974 à Mayence, est un acteur allemand.

## Biographie
Matthias Koeberlin passe sa jeunesse à Kriegsfeld (Palatinat). Il effectue un service civil avant de suivre une formation en art dramatique.
Koeberlin est marié et père d'un enfant né en 2006. Il habite à Cologne.

## Filmographie (sélection)
- 1998 : Tatort (série télévisée, épisode Fürstenschüler de Frank Strecker) : Gideon
- 1998 : Schimanski (série télévisée, épisode Rattennest de Hajo Gest) : Uwe Herstein
- 1998-1999 : In aller Freundschaft (série télévisée, 25 épisodes) : Sebastian Maier
- 1999 : Ben & Maria – Liebe auf den zweiten Blick (téléfilm) d'Uwe Janson : Ben Raabe
- 1999 : Polizeiruf 110 (série télévisée, épisode Mordsfreunde de Rainer Bär) : Robert Boldt
- 2000 : Polizeiruf 110 (série télévisée, épisode Verzeih mir de Hartmut Griesmayr) : Bastian
- 2000 : Tatort (série télévisée, épisode Quartett in Leipzig) : Ricardo Kleist
- 2001 : Die zwei Leben meines Vaters d'Olaf Kreinsen (téléfilm) : Ben
- 2001 : Babykram ist Männersache d'Uwe Janson (téléfilm) : Arne
- 2001 : Julietta de Christoph Stark : Jiri
- 2002 : Liebesau – Die andere Heimat (mini-série télévisée, 1 épisode) : Karli
- 2002 : Amen. de Costa-Gavras : l'officier décoré
- 2002 : Jesus Code (Das Jesus Video) de Sebastian Niemann (téléfilm) : Steffen
- 2002 : Tatort (série télévisée, épisode Schatten) : Gerard Wulf
- 2003 : Schwer verknallt de Josh Broecker (téléfilm) : Stefan
- 2004 : Experiment Bootcamp d'Andreas Linke (téléfilm) : Alex
- 2005 : Une équipe de choc (Ein starkes Team) (série télévisée, épisode Ihr letzter Kunde)
- 2005 : Deutschmänner d'Ulli Baumann (téléfilm) : Karl-Heinz 'Kalle' Schulte
- 2005 : Der Grenzer und das Mädchen d'Hartmut Schoen (téléfilm) : Walter Rathke
- 2006 : Brigade du crime (SOKO Leipzig) (série télévisée, épisode Auf dem Kriegspfad) : Kai Wiesholler
- 2006 : Tornade - L'alerte (Tornado – Der Zorn des Himmels) d'Andreas Links (téléfilm) : Jan Berger
- 2006 : Meine Tochter, mein Leben de Bodo Fürneisen (téléfilm) : Björn Reschke
- 2007 : Troie, la cité du trésor perdu (Der Geheimnisvolle Schatz von Troja) de Dror Zahavi (téléfilm) : Lars Bernsson
- 2007 : Tatort (série télévisée, épisode Häuserkampf) : Lars Jansen
- 2007 : Das Konklave de Christoph Schrewe : Guiliano Della Rovere
- 2007 : Kinder, Kinder (série télévisée, 9 épisodes) : Robert Ziegler
- 2007 : Meine böse Freundin de Maris Pfeiffer (téléfilm) : Wolf Kühn
- 2007 : Mein Mörder kommt zurück d'Andreas Senn (téléfilm) : Mischa Grote
- 2007 : Einsatz in Hamburg (série télévisée, épisode Die letzte Prüfung) : Morton Steenberg
- 2008 – 2010 : Lutter (série télévisée, 4 épisodes) : Michael Engels
- 2008 : Tatort (série télévisée, épisode Verdammt) : Martin Keller
- 2008 : Wir sind das Volk – Liebe kennt keine Grenzen de Thomas Berger (téléfilm) : Micha Schell
- 2009 : La Colère du volcan (Vulkan) d'Uwe Janson (téléfilm) : Michael Gernau
- 2009 : Braqueurs d'hiver (Zwölf Winter) de Thomas Stiller (téléfilm) : Geugis
- 2010 : Racheengel – Ein eiskalter Plan de Tim Trageser (téléfilm) : Chris Pensin
- 2010 : Dutschke de Stefan Krohmer (téléfilm) : Bernd Rabehl
- 2010 : Das Leben ist zu lang  de Dani Levy
- 2011 : La Liberté à tout prix (Go West – Freiheit um jeden Preis) d'Andreas Linke (téléfilm) : Heinrich Frey
- 2011 : Le Naufrage du Laconia (The Sinking of the Laconia) d'Uwe Janson (téléfilm) : Rostau
- 2011 : Restrisiko d'Urs Egger (téléfilm) : Steffen Strathmann
- 2011 : Aime-moi comme je suis (Für kein Geld der Welt) de Stephan Meyer (téléfilm) : Sebastian Duxner
- 2011 : In den besten Jahren de Hartmut Schoen (téléfilm) : Anton Welves
- 2011 : Bastard de Carsten Unger (téléfilm) : Stefan
- 2011 : Spreewaldkrimi: Die Tränen der Fische de Thomas Roth (téléfilm) : Matthias Panasch
- 2012 : Alleingang de Hartmut Schoen (téléfilm) : Wolfgang Schübel
- 2012 : Die Schuld der Erben d'Uwe Janson (téléfilm) : Bruno Fuhrmann
- 2012 : Das Duo (série télévisée, épisode Der tote Mann und das Meer) : Lars Sander
- 2012 : Vom Traum zum Terror – München 72 (TV)
- 2012 : Der Klügere zieht aus (Komödie)
- 2012 – en production : Commissaire Marthaler : Robert Marthaler
- 2013 : L'Ennemi dans ma vie (Der Feind in meinem Leben) de Bernd Böhlich (téléfilm) : Martin Breiler
- 2013 : Tod an der Ostsee
- 2013 : Systemfehler – Wenn Inge tanzt
- 2014 – en production : Meurtres en eaux troubles (Die Toten vom Bodensee) (série télévisée) : Micha Oberländer
- 2017 : Charité : Emil Adolf von Behring